# Acomys percivali
Acomys percivali (Акоміс Персіваля) — вид родини Мишеві (Muridae).

## Поширення
Країни поширення: Південний Судан (на схід від річки Білий Ніл), північно-східна Уганда, Ефіопія, південно-західна Кенія. Це низовинний вид, що мешкає не вище 1000 м над рівнем моря. Його природним середовищем проживання є сухі савани, субтропічні або тропічні сухі чагарники і скелясті ділянки.

## Опис
Комахоїдний вид.